# میر، میشیگان
میر (به انگلیسی: Meyer Township) یک منطقهٔ مسکونی در ایالات متحده آمریکا است که در شهرستان منامنی، میشیگان واقع شده‌است.
 میر ۲۳۳٫۶ کیلومتر مربع مساحت و ۱٬۰۳۶ نفر جمعیت دارد و ۲۸۶ متر بالاتر از سطح دریا واقع شده‌است.